# Sadiq Khan Zand
Sadiq Khan Zand, conosciuto anche come Muhammad Sadeq Khan Zand (... – 1782), fu il quinto Scià della dinastia Zand di Persia, al potere dal 22 agosto 1779 al 14 marzo 1781.
Fratello di Karim Khan, a differenza di quest'ultimo, era conosciuto come un corrotto. Il suo regno fu il culmine della sua avventatezza politica.
Alla morte di Karim Khan nel marzo del 1779 cominciò la lotta per il potere. I suoi figli, Muhammad Ali Khan e Abol Fath Khan, furono dichiarati co-regnanti, ma il loro governo fu solamente nominale; il potere era infatti nelle mani dello zio Zaki Khan. Dopo la morte di Zaki Khan, ucciso dalla popolazione di Esfahan, scoppiò una rivolta su grande scala. Ali Murad Khan, il comandante delle truppe reali, mandato a controllare un eventuale attacco dal nord dei Qajar, tradì Abol Fath e lasciò la capitale senza difese, attaccando e conquistando Esfahan.
Muhammad Sadiq, appoggiato dall'imam dei Nizari, Abul-Hasan Ali, raccolse un esercito a Kerman ed invase Shiraz, dove incontrò una debole resistenza. Il 22 agosto 1779, Abol Fath morì a causa di un attacco di cuore, e Sadiq divenne Scià di Persia.
Le cause della sua morte, avvenuta l'anno seguente, 1782, sono sconosciute. Ali Murad Khan gli succedette al potere.